# Mount Bunt
Mount Bunt är ett berg i Antarktis. Det ligger i Östantarktis. Australien gör anspråk på området. Toppen på Mount Bunt är 2 315 meter över havet.
Terrängen runt Mount Bunt är huvudsakligen lite kuperad. Mount Bunt är den högsta punkten i trakten. Trakten är obefolkad. Det finns inga samhällen i närheten. 